# جاده ئی۱۰۵ اروپا

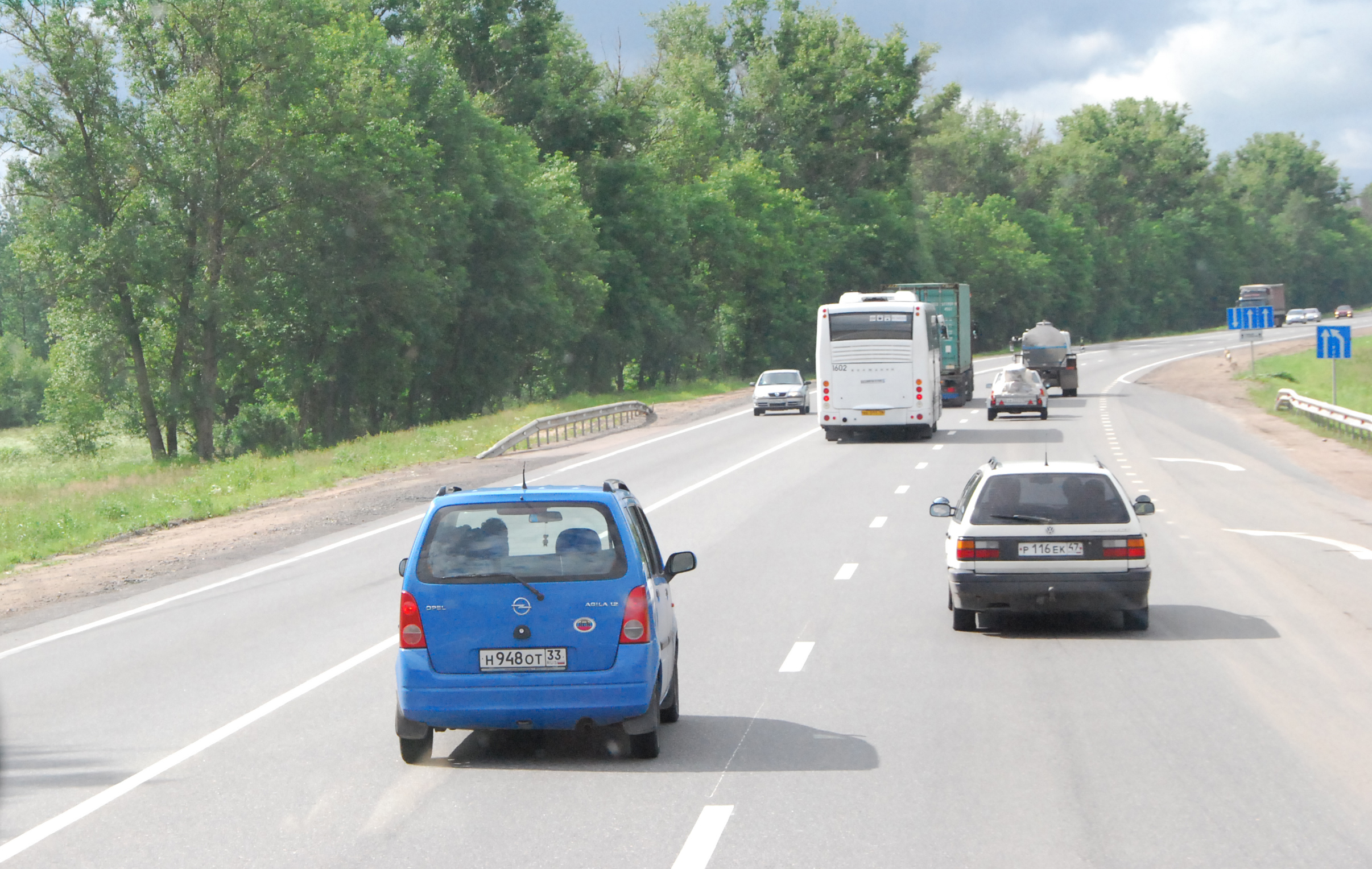

جاده ئی۱۰۵ اروپا (به انگلیسی: European route E105) یکی از جاده‌های درجه ۲ قاره اروپا است.
این جاده از شهر کیرکنز (نروژ) شروع شده و در شهر یالتا (اوکراین) به پایان میرسد.